# Road to Indy
Road to Indy är ett projekt som syftar till att knyta ihop amerikansk formelbilsracing, och få tätare kontakt mellan gräsrotsnivån och IndyCar Series och dess huvudevenemang Indianapolis 500.

## Bildande
Road to Indy bildades 2009 efter att Star Mazda Championship och U.S. F2000 National Championship skrivit avtal med Indy Racing League att samarbeta med IndyCar Series och Indy Lights. Serierna lanserade projektet med att göra klart att man ser varje serie som ett delmål för att nå IndyCar och Indianapolis 500. Indy Lights kommer fortsättningsvis köra tillsammans med IndyCar på de flesta tävlingarna, medan Star Mazda och F2000 kommer att delta som support i några tävlingar, samt återinföra kvällstävlingar dagen innan Indianapolis 500, med tävlingar på O'Reilly Raceway Park at Indianapolis.